# Amegilla spilostoma
Amegilla spilostoma är en biart som först beskrevs av Peter Cameron 1905.
Amegilla spilostoma ingår i släktet Amegilla och familjen långtungebin. Inga underarter finns listade i Catalogue of Life.